# Бойцов Денис Миколайович

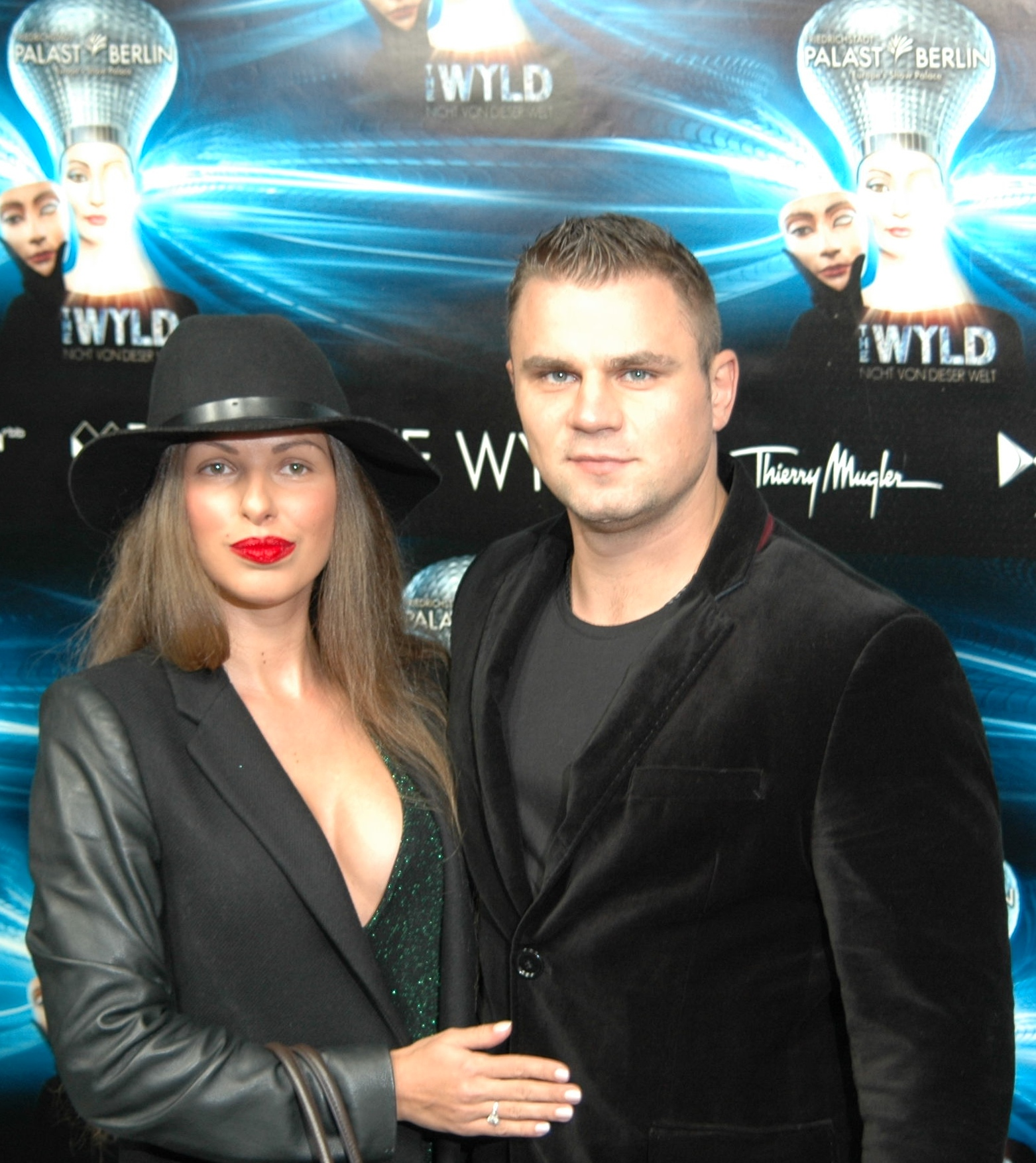
Бойцов, 2014

Дени́с Микола́йович Бойцо́в (народився 14 лютого 1986, Орел, СРСР — російський боксер-професіонал, Виступає у надважкій ваговій категорії (англ. Heavyweight).

## Життєпис
Народився 14 лютого 1986 в Орлі.
Займатися боксом почав у 5 років. У юному віці домігся значних успіхів в аматорських змаганнях як на внутрішній, так і на міжнародній арені. Двічі перемагав на чемпіонатах світу серед юнаків - в 2001 (Баку, Азербайджан, вагова категорія до 71 кг.) і в 2002 (Кечкемет, Угорщина, вагова категорія до 81 кг.), вигравав «золото» молодіжного чемпіонату світу 2004 (Чеджу, Південна Корея, вагова категорія понад 91 кг.). Загалом упродовж любительської кар'єри провів 130 боїв, здобув в них 115 перемог. Майстер спорту міжнародного класу . Всю свою любительську кар'єру Денис провів під керівництвом тренера Аспідова Івана Івановича.
Освіта - вища (Орловський державний технічний університет , спортивний менеджмент). Одружений, дітей немає.

## Любительська кар'єра
Перші серйозні досягнення в аматорських змаганнях прийшли до Дениса в юнацькому віці. Бойцов однаково успішно виступав як на внутрішньоросійською, так і на міжнародній арені. У 2001 році він впевнено виграв чемпіонат світу серед юнаків, що проходив в Баку (Азербайджан), здолавши всіх своїх суперників у ваговій категорії до 71 кг. У наступному сезоні Бойцов став переможцем юнацького чемпіонату Росії (категорія до 81 кг.) і отримав перепустку в угорський Кечкемет, на чергову світову першість. Підсумковим результатом виступу Дениса в Угорщині стала завойована їм золота медаль. Свій високий рівень Бойцов підтвердив і в наступній віковій групі. У 2004 росіянин у відмінному стилі виграв чемпіонат світу серед юніорів в Південній Кореї в категорії понад 91 кг . Після перемоги в Чеджу Денис прийняв остаточне рішення перейти в професійний бокс.

## Професійна кар'єра
Професійну кар'єру Денис почав, маючи на руках контракт з відомою німецькою 
промоутерською компанією «Universum Box-Promotion»(Клаус-Петер Коль).
На професійному рингу Бойцов дебютував 21 вересня 2004 у віці 18 років. Більшість своїх боїв провів у Німеччині , три поєдинки - в Австрії . Тренером Дениса аж до 2009 року був маститий німецький фахівець Фріц Здунек. Після відходу тренера з «Universum» підготовкою Бойцова до поєдинків займається знаменитий у минулому радянський боксер, призер аматорського чемпіонату світу та багаторічний володар професійного титулу WBO в легкій вазі Артур Григорян.
Дебютувавши на професійному рингу в вересні 2004-го року, Бойцов до кінця року встиг провести чотири бої. У перших трьох поєдинках суперники Дениса не витримали потужних ударів Дениса в першому ж раунді, дозволивши росіянину оформити перемоги технічним нокаутом. Четвертим за рахунком опонентом Бойцова став досвідчений білоруський боксер Олег Цуканов.
У 2005-му році Денис продовжив зустрічатися з боксерами, в послужному списку яких кількість поразок на професійному рингу переважало над кількістю перемог. До вересня він провів ще чотири бої, нокаутувавши всіх своїх опонентів у першому ж раунді. В особі угорського важкоатлета Яноша Шомоді Бойцов вперше в професійній кар'єрі отримав суперника з позитивним балансом перемог.
До кінця року Бойцов виграв ще два бої, нокаутувавши, відповідно, в першому і другому раунді білоруса Ігоря Шукало і досвідченого угорського важкоатлета Золтана Петрані.
Наприкінці 2005 року, Денис виграв ще 2 рейтингових поєдинки нокаутом в ранніх раундах. У 2006 році виграв ще 3 поєдинки нокаутом, і в липні, вийшов на перший 8-й раундовий бій з досвідченим бразильцем Едсоном Сезаром Антоніо. Денис відправив у нокдаун опонента у другому раунді, але бразилець зумів протриматися до кінця бою, і став першим боксером, який протримався і програв не нокаутом, а за очками Бойцову.
Наступний поєдинок, Бойцов провів у серпні 2006 року, за звання чемпіона світу серед молоді за версією WBC . Денис завоював титул, нокаутувавши перспективного чеського боксера, Ондрея Палу в 5-му раунді, 10-ти раундового бою. У квітні 2008 переміг за очками джорнімена Роберта Хоукінса, а в листопаді 2008 року, переміг американця, Вінні Маддалоне. У лютому 2009 року, Денис нокаутував у другому раунді Ізраеля Карлоса Гарсію в 12-ти раундовому бою, і завоював інтерконтинентальний титул WBA.

### Бій з Тарасом Біденко
6 червня 2009 Денис вийшов на ринг з досвідченим українським боксером, Тарасом Біденко. З перших хвилин поєдинку стало очевидним, що росіянин має значну перевагу не тільки в ударній потужності, але й у швидкості рук. В результаті Біденко, який і сам раніше відрізнявся хорошою швидкістю і рефлексами, часто не встигав реагувати на блискавичні короткі «постріли» Бойцова. Денис діяв набагато активніше і нокаутував Біденко в 7-му раунді

### 2009 — 2013
У вересні 2009 року Денис нокаутував у 7-му раунді американця Джейсона Гаверна. Потім у січні 2010 року нокаутував у другому раунді американця Кевіна Монті. Після цього бою Денис отримав травму правої кисті і був змушений тривалий час не виходити на ринг. Повернувся через 10 місяців і нокаутував німця Майка Шеппарда. Травма знову себе проявила, і Денис знову взяв невелику паузу. У вересні 2011 року Бойцов нокаутував американця Метью Гріра, а потім у січні 2012 року нокаутував Дарнелла "психа" Вілсона, а потім у січні 2012 року нокаутував Дарнелла "психа" Вілсона. У квітні Денис за очками з розгромним рахунком переміг американця Домініка Гуїнна. На жовтень 2012 року призначений бій Дениса з німцем Костянтином Айріхом. За два дні до поєдинку Денис через хворобу скасував свою участь у боксерському шоу, і бій був скасований. Причина - у Бойцова загострився синусит. Ніс заклало до такої міри, що стало важко дихати. Цього ж дня промоутерською компанією Universum була вказана наступна дата боксерського шоу за участю Бойцова. Поєдинок заплановано на 22 грудня, в Москві.
Після зриву поєдинку з Костянтином Айріхом команда Бойцова прийняла пропозицію провести поєдинок з відомим британцем Тайсоном Ф'юрі. Бойцов і Ф'юрі займали високі позиції в рейтингу WBC і WBO, санкціонувала цей поєдинок як відбірковий за звання обов'язкового претендента на титул чемпіона світу. Пізніше Бойцов знявся з поєдинку, мотивуючи це малою кількістю часу на підготовку. Можливий бій 22 грудня також було скасовано через чергової травми Бойцова. Денис переніс операцію на лікті і має намір повернутися в 2013 році.
15 лютого 2013 Денис Бойцов виграв суд проти Вальдемара Клюха (колишнього директора збанкрутілої компанії Universum) і став вільним агентом. Цього ж дня без попереднього оголошення в восьми раундовому поєдинку переміг за очками сербського боксера Саміра Куртагіча.
Пізніше Вальдемар Клюх розповів, що в них була можливість провести поєдинки з Віталієм Кличко, Володимиром Кличко та Повєткіном але Денис відмовився не зважаючи на фінансово вигідну пропозицію, і мабуть він просто побоявся
15 червня 2013 Денис Бойцов нокаутував в 3-му раунді Олександра Нестеренко.
Наприкінці червня 2013 Денис Бойцов розірвав контракт з Universum.
30 липня 2013 Денис Бойцов підписав контракт з промоутерською компанією Sauerland Event.
21 вересня 2013 був призначений поєдинок Бойцова з британцем Дереком Чісорою за титул чемпіона Європи, але Бойцов відмовився від бою, мотивуючи недостатнім часом на підготовку і бажанням провести проміжний бій.
У вересні намічався бій Бойцова з Тревісом Вокер, від якого Денис також відмовився, у вересні Денис травмувався і відмовився від призначеного на 26 жовтня поєдинку з австралійцем Алексом Леапаї за статус обов'язкового претендента за версією WBO.
23 листопада 2013 зазнав першої поразки у професійній кар'єрі від того ж австралійця Алекса Леапаї в бою за пояс за версією WBO Asia Pacific.

## Таблиця боїв
| Бій  | Дата              | Противник                   | Місце проведення                                                           | Раунд          | Примітки |
| 36-1 | 21 березня 2015   | Ірінеу Беато Коста молодший | Росток, Мекленбург-Передня Померанія, Німеччина                            | RTD2(10)       | |
| 35-1 | 6 грудня 2014     | Жорж Ариас                  | EWE-Арена, Ольденбург, Німеччина                                           | UD (8)         | 79-72, 79-72, 78-73. |
| 34-1 | 30 серпня 2014    | Тимур Мусафаров             | Герри Вебера, Стадион, Галле, Німеччина                                    | UD (10)        | 98-91, 95-94, 97-93. |
| 33-1 | 23 листопада 2013 | Алекс Леапаї                | Stechert Arena, Бамберг, Баварія, Німеччина                                | UD (10)        | 90-98, 92-96, 92-96. Бій за титул WBO Asia Pacific. Бойцов 2 рази в нокдауні.                                                   |
| 33-0 | 15 червня 2013    | Олександр Нестеренко        | Хаттерсхайм-на-Майні, Німеччина                                            | KO 3 (8)       | |
| 32   | 15 лютого 2013    | Самір Куртагич              | BC Noble Art, Дейнзе, Східна Фландрія, Бельгія                             | UD (8)         | |
| 31   | 13 квітня 2012    | Домінік Гуінн               | Lanxess-Arena, Кельн, Німеччина                                            | UD (10)        | |
| 30   | 28 січня 2012     | Дарнелл Вілсон              | «Grand Elysee», Гамбург, Німеччина                                         | TKO4 (8) 0:45  | |
| 29   | 24 вересня 2011   | Метью Грір                  | «Dima-Sportcenter»,Гамбург, Німеччина                                      | TKO6 (8) 1:25  | |
| 28   | 19 листопада 2010 | Майк Шеппард                | Universum Gym, Wandsbek, Гамбург, Німеччина                                | KO2 (8) 1:18   | |
| 27   | 9 січня 2010      | Кевін Монтій                | «Bordelandhalle», Магдебург, Саксонія-Ангальт, Німеччина                   | KO2 (10) 1:56  | |
| 26   | 10 жовтня 2009    | Джейсон Геверн              | «Stadthalle», Росток, Мекленбург — Передня Померанія, Німеччина            | KO7 (10) 2:08  | |
| 25   | 6 червня 2009     | Тарас Біденко               | «Koenig Pilsener Arena», Обергаузен, Північний Рейн-Вестфалія, Німеччина   | TKO6 (12) 2:00 | Бій за вакантний титул чемпіона Європи по версії WBO, за титул інтерконтинентального чемпіона за версією WBA, 1 захист Бойцова. |
| 24   | 7 лютого 2009     | Ізраель Карлос Гарсія       | «Stadthalle», Росток, Мекленбург — Передня Померанія, Німеччина            | TKO2 (12) 1:17 | Бій за вакантний титул інтерконтинентального чемпіона за версією WBA.                                                           |
| 23   | 15 листопада 2008 | Вінні Маддалоне             | «Burg-Waechter Castello», Дюссельдорф, Північний Рейн-Вестфалія, Німеччина | UD (8)         | |
| 22   | 5 липня 2008      | Фернелі Феліз               | «Gerry-Weber-Stadion», Галле, Північний Рейн-Вестфалія, Німеччина          | UD (10)        | |
| 21   | 26 квітня 2008    | Роберт Хоукінс              | «Freiberger Arena», Дрезден, Саксония, Німеччина                           | UD (8)         | |
| 20   | 19 січня 2008     | Томмі Коннеллі              | «Burg-Wachter Castello», Дюссельдорф, Північний Рейн-Вестфалія, Німеччина  | TKO1 (8) 1:51  | |
| 19   | 30 листопада 2007 | Адемар Леонардо Корреа      | «DM-Arena», Карлсруе, Баден-Вюртемберг, Німеччина                          | KO1 (8) 0:58   | |
| 18   | 14 липня 2007     | Хуан Антоніо Діас           | «Color Line Arena», Альтона, Гамбург, Німеччина                            | UD (6)         | |
| 17   | 27 січня 2007     | Сем Убокане                 | «Burg-Wachter Castello», Дюссельдорф, Північний Рейн-Вестфалія, Німеччина  | KO1 (8) 1:27   | |
| 16   | 9 вересня 2006    | Ондрей Пала                 | «Bordelandhalle», Магдебург, Саксонія-Ангальт, Німеччина                   | TKO5 (10) 1:16 | Бій за вакантний молодіжний титул чемпіона світу за версією WBC.                                                                |
| 15   | 25 червня 2006    | Едсон Сесар Антоніо         | «Sportschule Sachsenwald», Аймсбюттель, Гамбург, Німеччина                 | UD (8)         | |
| 14   | 27 травня 2006    | Жусімар Франсіско Іполіто   | «Zenith — Die Kulturhalle», Мюнхен, Баварія, Німеччина                     | KO1 (6) 1:56   | |
| 13   | 7 березня 2006    | Радослав Мілутинович        | «Kugelbake Halle», Куксгафен, Нижня Саксонія, Німеччина                    | KO2 (6) 2:55   | |
| 12   | 4 лютого 2006     | Хайн ван Бош                | «Burg-Waechter Castello», Дюссельдорф, Північний Рейн-Вестфалія, Німеччина | TKO6 (6) 0:01  | |
| 11   | 13 грудня 2005    | Золтан Петрані              | «Freizeit Arena», Зельден, Австрія                                         | KO2 (6) 2:58   | |
| 10   | 25 жовтня 2005    | Ігор Шукало                 | «TV-Studio 44», Вена, Австрія                                              | KO1 (4) 1:25   | |
| 9    | 28 вересня 2005   | Янош Шомоді                 | «Color Line Arena», Альтона, Гамбург, Німеччина                            | TKO1 (4) 3:00  | |
| 8    | 2 липня 2005      | Жером Женну                 | «Color Line Arena», Альтона, Гамбург, Німеччина                            | KO1 (4) 1:36   | |
| 7    | 28 червня 2005    | О’Нейл Мюррей               | «Kugelbake Halle», Куксгафен, Нижня Саксонія, Німеччина                    | TKO1 (4) 1:07  | |
| 6    | 26 лютого 2005    | Венс Вінн                   | «Color Line Arena», Альтона, Гамбург, Німеччина                            | KO1 (4) 2:05   | |
| 5    | 15 січня 2005     | Ладислав Шлезак             | «Bordelandhalle», Магдебург, Саксонія-Ангальт, Німеччина                   | KO1 (4) 1:44   | |
| 4    | 14 грудня 2004    | Олег Цуканов                | «Freizeit Arena», Зельден, Австрія                                         | TKO2 (4) 0:51  | |
| 3    | 16 листопада 2004 | Олег Дубяго                 | «Kugelbake Halle», Куксгафен, Нижня Саксонія, Німеччина                    | TKO1 (4) 2:29  | |
| 2    | 26 жовтня 2004    | Ервін Слонка                | «Scandlines Arena», Росток, Мекленбург — Передня Померанія, Німеччина      | TKO1 (4) 2:50  | |
| 1    | 21 вересня 2004   | Імрих Борка                 | «Universum Gym», Вандсбек, Гамбург, Німеччина                              | TKO1 (4) 2:29  | |